# Pyramaze
Pyramaze er et dansk power metal-band fra Hjordkær og stiftet i 2001 af Michael Kammeyer. 

## Medlemmer
- Terje Harøy– Vokal (2014-)
- Morten Gade Sørensen – Trommer (2001-)
- Jonah Weingarten – Keyboard (2001-)
- Jacob Hansen – Guitar (2012-)

### Tidligere Medlemmer
- Michael Kammeyer – Guitar (2001-2010)
- Niels Kvist – Bas (2001-2010)
- Matthew Barlow – Vokal (2007-2008)
- Lance King – Vokal (2001-2006)
- Toke Skjønnemand – Guitar (2004-2022)

## Diskografi
- Melancholy Beast (2004)
- Legend of the Bone Carver (2006)
- Immortal (2008)
- Disciples of the Sun (2015)
- Contingent (2017)
- Epitaph (2020)
- Bloodlines (2023)